# Krzysztof Candrowicz
Krzysztof Candrowicz (ur. 17 sierpnia 1979 w Łodzi) – pomysłodawca, kurator i koordynator licznych projektów związanych z kulturą w Łodzi i na świecie.

## Życiorys
W 2003 ukończył studia magisterskie na Uniwersytecie Łódzkim (Socjologia Sztuki). Odbył stypendium naukowe na wydziale ekonomiczno-socjologicznym na Uniwersytecie Macedońskim w Salonikach. Ukończył także studia podyplomowe Zarządzanie Kulturą w perspektywie integracji z Unią Europejską w PAN w Warszawie. Przez rok był również wolnym słuchaczem Międzynarodowego Forum Fotografii Kwadrat we Wrocławiu. W latach 2014–2018 dyrektor artystyczny Triennale Fotografii w Hamburgu.  
Współzałożyciel Łódź Art Center – organizacji pozarządowej działającej w obszarze przemysłów kreatywnych,  oraz jeden z pomysłodawców i koordynatorów projektu Łódź - Europejska Stolica Kultury 2016 (starania miasta o uzyskanie tytułu Europejskiej Stolicy Kultury). Ponadto dyrektor Międzynarodowego Festiwalu Fotografii w Łodzi (imprezy, która jest jednym z największych wydarzeń fotograficznych w Europie) oraz założyciel Photo Festival Union (Unia Europejskich Festiwali Fotografii) – stowarzyszenia 30 festiwali z Europy. Współzałożyciel Łódź Design Festival oraz Fabryki Sztuki – interdyscyplinarnej instytucji kultury ulokowanej w postindustrialnych przestrzeniach fabryki Scheiblera w Łodzi. 
Kurator projektów na międzynarodowych festiwalach oraz prelegent goszczący w muzeach w Europie i na świecie. Członek Jury prestiżowych konkursów i festiwali - Rencontres d'Arles Discovery Award (Arles, Francja), The Hasselblad Foundation Award, Deutsche Börse European Photography Prize, (Londyn, Wielka Brytania), Historical Book Award and the Author Book Award (Arles, Francja), Syngenta Photography Award (Bazylea, Szwajcaria), Prix Pictet - The Global Award (Londyn, Wielka Brytania), Robert Capa Award (Budapeszt, Węgry). 
Jest również inicjatorem europejskiej sieci festiwali fotografii - Photo Festival Union. Od 2001 roku uczestniczył jako ekspert w ponad stu międzynarodowych przeglądach portfolio w przeszło dwudziestu krajach w Europie oraz w Stanach Zjednoczonych, Chinach, Brazylii, Rosji i na Kubie. 
Aktywizuje się przy licznych projektach świadomościowych i społecznych. Był prelegentem m.in. na Europejskim Forum Kultury FORUM D’AVIGNON oraz TEDx Warsaw. W 2012 roku dołączył do grona czterdziestu młodych liderów Europy w programie 40 UNDER 40 promujących młodych europejskich intelektualistów.
9 lutego 2008 zdobył tytuł Łodzianina Roku 2007, stając się najmłodszym laureatem tej nagrody. We wrześniu 2011 roku, jako jeden z trzech Polaków został zaproszony do udziału w kolejnej edycji Programu Młodych Liderów Europejskich 2011-2012 – „40 under 40”.